# Irsjava
Irsjava (ukrainsk: Іршава; ungarsk: Ilosva) er en by beliggende i Zakarpatska oblast (provins) i det vestlige Ukraine. Den var administrativt centrum i Irshava rajon (distrikt) indtil den blev nedlagt i 2020 og blev slået sammen med Khust rajon.
Byen har 9.163 (2022) indbyggere.

## Galleri
- Tidligere synagoge
- Jødisk kirkegård i Irsjava
- Irsjava jernbanestation